# Pic Pyramid (Colorado)
Pour les articles homonymes, voir Pic Pyramid et Pyramide (homonymie).
Le pic Pyramid, en anglais Pyramid Peak, est un sommet montagneux américain dans le comté de Pitkin, au Colorado. Il culmine à 4 273 mètres d'altitude dans les monts Elk. Il est protégé au sein de la forêt nationale de White River et de la Maroon Bells-Snowmass Wilderness.